# Chira thysbe
Chira thysbe là một loài nhện trong họ Salticidae.
Loài này thuộc chi Chira. Chira thysbe được Eugène Simon miêu tả năm 1902.